# Мэннигхэм-Буллер, Джон, 2-й виконт Дилхорн
Джон Мервин Мэннингхэм-Буллер, 2-й виконт Дилхорн (англ. John Mervyn Manningham-Buller, 2nd Viscount Dilhorne; 28 февраля 1932 — 25 июня 2022) — британский пэр и адвокат.

## Происхождение и образование
Родился 28 февраля 1932 года. Единственный сын Реджинальда Мэннингхэма-Буллера, 1-го виконта Дилхорна (1905—1980), и леди Мэри Лилиан Линдси (1910—2004), дочери Дэвида Линдси, 27-го графа Кроуфорда (1871—1940). Его сестра — Элиза Мэннингем-Буллер, баронесса Мэннингем-Буллер (род. 1948), бывшая глава МИ-5. Он получил образование в Итоне и в Королевской военной академии в Сандхерсте.

## Карьера
После службы в гвардии Колдстрима виконт Дилхорн был вызван в коллегию адвокатов из Иннер-Темпла в 1979 году. Он был управляющим директором компании Stewart Smith (LP&M) Ltd с 1970 по 1974 год и председателем Трибунала по налогу на добавленную стоимость с 1988 по 1995 год, членом Совета графства Уилтшир с 1967 по 1970 год, Объединенного парламентского комитета по законодательным актам с 1981 по 1988 год, JPC по законопроектам о консолидации, 1994—1999 годы и Избранного комитета ЕС (Закон и институты), 1989—1992 годы.

## Семья
8 октября 1955 года лорд Дилхорн женился первым браком на Джиллиан Стокуэлл, дочери полковника Джорджа Кокрейна Стокуэлла и Эвелин Дороти Хейвуд, а в 1973 году они развелись. У них было трое детей:
- Джеймс Эдвард Мэннингем-Буллер, 3-й виконт Дилхорн (род. 20 августа 1956). Женат с 1985 года на Николе Мэри Макки, от которой у него было двое детей;
- Достопочтенный Мервин Мэннингем-Буллер (род. 11 июля 1962). 1-я жена (с 1989 года): Люси Мериел Терстан (развод), 2-я жена (с 1996 года): Лара Кэролайн Дадли Райдер (род. 1968). Двое сыновей от второго брака.
- Достопочтенная Мэри Луиза Мэннингем-Буллер (род. 8 марта 1970). Муж с 1992 года капитан Джеймс Коуэн, от брака с которым у неё было двое сыновей.

17 декабря 1981 года он женился вторым браком на Сюзанне Джейн Эйкин, дочери коммандера Уильяма Каннинга Эйкина. Она является профессором клинической микробиологии, связанной с больницей Святого Томаса.
У виконта Дилхорна есть дома в Лондоне и в Минтерн-Парве, недалеко от Серн-Аббаса, Дорсет.